# Bernhard Riemann
Georg Friedrich Bernhard Riemann (tyskt uttal: [ˈɡeːɔʁk ˈfʁiːdʁɪç ˈbɛʁnhaʁt ˈʁiːman]
 ( lyssna)), född 17 september 1826 i Breselenz, Hannover, död 20 juli 1866 i Selasca, Italien, var en tysk matematiker som gjorde viktiga bidrag inom matematisk analys, talteori och differentialgeometri. När det gäller den reella analysen så är han mest känd för att ha formulerat den första rigorösa integralen, den så kallade Riemannintegralen. Hans bidrag till den komplexa analysen inkluderar införandet av Riemannytor, som revolutionerade hela området. Riemanns uppsats om primtalsfunktionen från 1859, som innehåller den första nämningen om Riemannhypotesen, betraktas som ett av de mest inflytelserika i analytisk talteori.

## Biografi
År 1846 började Riemann studera teologi och filosofi vid Göttingens universitet där han var närvarade vid Carl Friedrich Gauss föreläsningar om minsta kvadratmetoden. År 1847 tillät hans far honom att avbryta sina teologistudier för att istället börja studera matematik.
År 1854 höll Riemann sina första föreläsningar (Habilitationsvortrag) som lade grunden till Riemanngeometri och möjliggjorde Albert Einsteins relativitetsteori. År 1857 blev han e.o. och 1859 ordinarie professor i matematik i Göttingen.

## Utmärkelser
Nedslagskratern Riemann på månen och asteroiden 4167 Riemann är uppkallade efter honom.